# Stazione di Daimotsu
La stazione di Daimotsu (大物駅?, Daimotsu-eki) è una stazione ferroviaria della città di Amagasaki nella prefettura di Hyōgo in Giappone. Dista 8.0 km ferroviari dal capolinea di Umeda per la linea principale e 0.8 km dal capolinea di Amagasaki per la linea Namba.

## Linee
Ferrovie Hanshin
■ Linea principale Hanshin
■ Linea Hanshin Namba

## Struttura
La fermata è realizzata su viadotto e dispone di due marciapiedi a isola e uno laterale con quattro binari passanti. Presso questa stazione si dirama anche una bretella per il deposito Hanshin di Amagasaki.
| 1 | ■ Linea principale Hanshin | per Noda e Umeda                                      |
| 2 | ■ Linea principale Hanshin | per Amagasaki, Sannomiya, Akashi e Himeji             |
| 3 | ■ Linea Hanshin Namba      | per Nishikujō, Dome-mae, Ōsaka Namba, e Kintetsu-Nara |
| 4 | ■ Linea Hanshin Namba      | per Amagasaki, Sannomiya, Akashi e Himeji             |

## Stazioni adiacenti
| «                                 | Servizio                          | »                        |
| Linea principale Hanshin          | Linea principale Hanshin          | Linea principale Hanshin |
| --------------------------------- | --------------------------------- | ------------------------ |
| Kuise                             | Locale                            | Amagasaki                |
| Tutti gli altri treni non fermano |                                   |                          |
| Linea Hanshin Namba               |                                   |                          |
| Amagasaki                         | Locale Semiesp. sez. Semiespresso | Dekijima                 |
| L'Espresso Rapido non ferma       |                                   |                          |